# 광주 십신사지 석비
광주 십신사지 석비(光州 十信寺址 石碑)은 광주광역시 북구 용봉동, 광주시립민속박물관에 있는 조선시대의 석비이다. 1986년 11월 1일 광주광역시의 유형문화재 제3호로 지정되었다.

## 개요
십신사터에 남아 있던 비로, 1990년 10월 11일 광주시립박물관으로 옮겨 세웠다.
비는 거북받침돌 위로 비몸을 세우고 지붕돌을 얹은 형태이다. 거북받침은 거의 사각형에 가까우며 등에는 벌집모양의 육각형 안에 ‘王’자를 새겨 놓았다. 길쭉한 비몸 위에는 목조 건축을 모방한 지붕돌이 약간 파손된 채 놓여 있다. 비몸에는 앞면 윗부분에 ‘범자(梵字:불교문자)’자를 새긴 후 그 아래에 세로로 비문을 새겼는데, 이 때문에 ‘범자비’라고 부르기도 한다. 비문에는 질병을 막고 장수를 기원하는 내용이 담겨 있다.
거북의 등에 새겨진 ‘王’자는 고려적인 요소로 보이나, 목조건축을 모방한 지붕돌, 형식적으로 변한 거북받침 등을 통해 고려 전통을 이어받은 조선 전기의 작품으로 추측된다. 1978년 2월 보수공사 때 비 끝부분에서 ‘정사년(丁巳年)’이라는 글이 발견되어 조선 세종 19년(1437)에 이 비를 세웠을 것으로 추정하고 있다. 황해도 해주와 평안북도 용천에 있는 비와 함께 몇 안되는 범자비로서 그 가치가 높다.

## 현지 안내문
이 비석은 북구 임동 십신사지(옛 광주농업고등학교)에 있었는데 1990년 광주시립민속박물관 뜰로 옮겨 세워졌다.
범자비(梵字碑)라고 불리는 이 석비는 받침돌(龜趺), 몸돌(碑身), 비갓(蓋石)을 모두 갖추고 있다. 비석 윗부분에 범자를 새기고 그 아래 질병을 막고 장수를 기원하는 비문을 새겼다.
대불정존승다라니당(大佛頂尊勝陀羅尼幢)이라는 석당(石幢)인 이 석비는 남한 지역에서 유일하게 확인된 다라니당이라는 점에서 중요하다.

## 같이 보기
- 광주 십신사지 석불
- 십신사지

## 참고 자료
- 십신사지석비 - 국가유산청 국가유산포털
- 한국민족문화대백과 - 십신사지석비